# Храмов, Евгений Львович
Евге́ний Льво́вич Хра́мов (настоящая фамилия Абельман; 21 марта 1932, Москва, РСФСР, СССР — 4 ноября 2001, там же, Россия) — советский и российский поэт, переводчик, редактор.

## Биография
Родился в Москве в семье химиков Льва Самуиловича Абельмана (1904, Вильна — ?) и Антонины Петровны Мастеровой (1908—1999). Племянник революционного деятеля, инженера Николая Самуиловича Абельмана, внучатый племянник астронома Ильи Соломоновича Абельмана.
В 1957 году окончил юридический факультет МГУ. Работал криминалистом, около года провёл в геологической экспедиции.
Первая книга стихов «Проспекты и просёлки» вышла в 1963 году. Затем продолжил трудовую деятельность в редакциях различных журналов, литературной редакции Всесоюзного радио, издательстве «Советский писатель»; последнее место работы — заведующий отделом поэзии журнала «Новый мир». Редактировал первые книги Евгения Рейна и Александра Аронова.
Вёл цикл телевизионных передач о русском дворянстве — Демидовы, Румянцевы, Строгановы. Руководил литературными семинарами, в том числе поэтическим семинаром на Всесоюзном совещании молодых литераторов.
Приятельствовал с Булатом Окуджавой, Давидом Самойловым. Увлекался игрой в шахматы. Имел звание кандидата в мастера спорта, что было редкостью среди профессиональных литераторов. Александр Иванов поэт-пародист ХХ столетия, телеведущий программы «Вокруг смеха» написал на Евгения Храмова несколько пародий.
Много работал как переводчик. В 1991 году издательство «Олимп» выпустило книгу воспоминаний знаменитого авантюриста восемнадцатого века Казановы в переводе Евгения Храмова — бесчисленные похождения, побег из тюрьмы, встречи с такими историческими личностями, как Вольтер, Екатерина II. Широко известны переводы Евгения Храмова романов Генри Миллера («Сексус», «Аэродинамический кошмар»). В его переводах были опубликованы на русском языке такие писатели, как Эммануэль Арсан («Эммануэль»), Анаис Нин («Дневники», «Дельта Венеры»), маркиз де Сад («Жюстина, или Несчастная судьба добродетели», «120 дней Содома»).
Евгению Храмову также принадлежат поэтические переводы с английского, немецкого и французского, в числе авторов — Рильке, Киплинг, Галчинский. Переводил стихи и прозу с языков народов СССР, талантливых советских поэтов из республик: А. Агабаева, А.Адарова, А.Сийга, Ф. Васильева и других.
Один из последних проектов Евгения Храмова — издание «Чёрной книги коммунизма».
Политика Храмову была неинтересна. Но однажды Евгений Львович решил поддержать митингующих. На улице Покровка в тот день проходила демонстрация в защиту гласности. Поэт решил поддержать митингующих и проследовал за ними до самого Белорусского вокзала, где был арестован и заключен под стражу на несколько дней.
Евгений Храмов ушёл из жизни в 2001 году. Похоронен на Введенском кладбище (4 уч.).
Светлой памяти Евгения Львовича Храмова, Евгений Евтушенко посвятил стихотворение «Будь Москва всегда сохранна…».

## Книги
- Проспекты и просёлки (1963)
- Ощущение цвета: Стихи. — М.: Советский писатель, 1963. — 86 с.
- Набережная: Стихи. — М.:  Молодая гвардия, 1974. - 127 с. : портр.
- Любимые люди: Стихи. — М.: Молодая гвардия, 1968. — 96 с.; портр.
- Осеннее равноденствие: Стихи. — М.: Советский писатель, 1973. — 88 с.; портр.
- Набережная. — М.: Молодая гвардия, 1974. — 88 с.
- Городская жизнь: Стихи. — М.: Советский писатель, 1983. — 104 с.
- Стихотворения 1956 — 1986. — [Худож. Д. Мухин]. — М.: Советский писатель, 1987; — 253 с.: ил.
- Куда вы уходите, люди. — М.: Булат, 2007. — 256 с. (Стихи и мемуары Е. Храмова; воспоминания о нём.)

## Семья
- Сын — Николай Храмов (род. 16 апреля 1963), журналист и общественный деятель, член Генерального совета Транснациональной Радикальной партии, секретарь движения «Российские радикалы».